# Himeromima aulis
Himeromima aulis är en fjärilsart som beskrevs av Druce 1892. Himeromima aulis ingår i släktet Himeromima och familjen mätare. Inga underarter finns listade i Catalogue of Life.